# Ramón Maximiliano Valdés
Ramón Maximiliano Valdés Arce (ur. 13 października 1867, zm. 3 czerwca 1918), pisarz i prezydent Panamy od 1 października 1916 do 3 czerwca 1918 z ramienia Narodowej Partii Liberalnej.
Należał do organizatorów secesji Panamy od Kolumbii. Od 1903 do 1904 był ambasadorem w Stanach Zjednoczonych, wchodził również w skład rządu Manuela Amadora Guerrero.